# Goljemadi
Goljemadi (cyr. Гољемади) – wieś w Czarnogórze, w gminie Podgorica. W 2011 roku liczyła 81 mieszkańców.